# Брендівайн (Західна Вірджинія)
Брендівайн (англ. Brandywine) — переписна місцевість (CDP) в США, в окрузі Пендлтон штату Західна Вірджинія. Населення — 178 осіб (2020).

## Географія
Брендівайн розташований за координатами 38°37′8″ пн. ш. 79°14′25″ зх. д. / 38.61889° пн. ш. 79.24028° зх. д. (38.618801, -79.240324).  За даними Бюро перепису населення США в 2010 році переписна місцевість мала площу 1,27 км², з яких 1,27 км² — суходіл та 0,00 км² — водойми.

## Демографія
Згідно з переписом 2010 року, у переписній місцевості мешкало 218 осіб у 92 домогосподарствах у складі 54 родин. Густота населення становила 171 особа/км².  Було 142 помешкання (112/км²).
Расовий склад населення:
| - 96,3 % — білих - 0,5 % — чорних або афроамериканців |

До двох чи більше рас належало 3,2 %. Частка іспаномовних становила 0,0 % від усіх жителів.
За віковим діапазоном населення розподілялося таким чином: 26,1 % — особи молодші 18 років, 55,6 % — особи у віці 18—64 років, 18,3 % — особи у віці 65 років та старші. Медіана віку мешканця становила 41,2 року. На 100 осіб жіночої статі у переписній місцевості припадало 109,6 чоловіків;  на 100 жінок у віці від 18 років та старших — 101,2 чоловіків також старших 18 років.
Середній дохід на одне домашнє господарство  становив 26 093 долари США (медіана — 27 679), а середній дохід на одну сім'ю — 30 825 доларів (медіана — 34 500). За межею бідності перебувало 23,5 % осіб, у тому числі 100,0 % дітей у віці до 18 років та 0,0 % осіб у віці 65 років та старших.
Цивільне працевлаштоване населення становило 43 особи. Основні галузі зайнятості: виробництво — 53,5 %, науковці, спеціалісти, менеджери — 18,6 %, будівництво — 16,3 %.